# Río Owyhee
El río Owyhee (del inglés: Owyhee River) es un río del noroeste de los Estados Unidos, uno de los principales afluente del río Snake, que es, a su vez, un afluente del río Columbia. Tiene una longitud de 557 km y drena una cuenca de 28 620 km², una de las mayores subcuencas de la cuenca del río Columbia, y tiene una descarga media de 30,3 m³/s, con un máximo de 1420 m³/s registrado en 1993 y un mínimo de poco más de 1 m³/s en 1954.
Administrativamente, el río discurre por los estados de Nevada, Idaho y Oregón.

## Geografía
El río Owyhee drena una zona remota de la meseta árida situada en el extremo norte de la Gran Cuenca, naciendo en el noreste de Nevada y fluyendo generalmente hacia el norte cerca de la frontera de Oregón-Idaho hasta el río Snake. Su cuenca tiene muy baja densidad de población. El río Owyhee y sus afluentes discurren a través de la meseta Owyhee («Owyhee Plateau»), cortando profundos cañones, a menudo con paredes verticales y en algunos lugares de más de 300 m de profundidad.

### Descripción del curso

#### Curso en Nevada
El río Owyhee tiene su origen en el noreste de Nevada, en el norte del condado de Elko, aproximadamente a unos 80 km al norte de la propia ciudad de Elko (16 980 hab.). El río nace a unos 2000 m y fluye primero en dirección norte, llegando pronto a la parte septentrional del amplio valle del ramal Norte del río Humboldt («North Fork of Humboldt River», que fluye hacia el Sur), limitado al oeste por las montañas Independece («Independece Mountains»). Aquí el río está represado en el embalse Wild Horse. Sale del valle atravesando en dirección noroeste la vertiente oriental de las montañas Bull Run («Bull Run Mountains»), un tramo que atraviesa el Bosque Nacional Humboldt («Humboldt National Forest», el mayor bosque nacional del país salvo en Alaska) y por el que corre en un estrecho valle por cuyo fondo también discurre la carretera estatal de Nevada 225. A mitad del valle el río entra en la Reserva India Duck Valley («Duck Valley Indian Reservation»), habitada por shoshones y paiutes.
Llega al valle Duck y alcanza las comunidades de Mountain City y Owyhee (1017 hab.), pasada la cual abandona Nevada para adentrarse en Idaho.

#### Curso en Idaho
El río entra en Idaho por su lado meridional, entrando en el condado de Owyhee por el que discurrirá en el resto de su recorrido por este estado. Cruza el valle en la misma dirección noroeste y sigue por Pleasant Valley hasta entrar nuevamente en una estrecha garganta, en la vertiente suroccidental de las montañas Owyhee («Owyhee Mountains»). En este tramo en Idaho discurre por el fondo de una garganta, de unos 80 km de longitud, y al poco de entrar en ella abandona la Reserva India. Luego recibe varios afluentes, que también discurren por el fondo tallados cañones: primero, por la derecha y procedente del noroeste, al arroyo Battle (108 km); luego, también por la derecha y llegando del norte, a los arroyos Deep y Red Canyon; y por último, por la izquierda y llegando del sur, al principal de sus afluentes, al ramal Sur («South Fork Owyhee River»), un largo río que llega desde Nevada y que tiene entre sus afluentes al río Little Owyhee (98 km).

#### Curso en Oregón
El río Owyhee entra después en el estado de Oregón, por su extremo sureste, en la parte sur del condado de Malheur, un condado que ya no abandonará. Sigue en la misma dirección Noroeste, discurriendo encajonado por una zona casi depoblada y recibiendo más afluentes, encajados también: primero, por la izquierda, procedente del Sur, de Nevada, al río West Little Owyhee (101 km); al poco, por la misma margen izquierda, llegando del oeste, al arroyo Big Antelope; y después, por la margen derecha, y llegando del este, al North Fork Owyhee River (49 km), que acaba de recibir a su vez, a menos de 700 metros, al Middle Fork Owyhee River, en un lugar llamado por ello Three Forks Dome (en español, «cúpula de los tres ramales» [o bifurcaciones]).

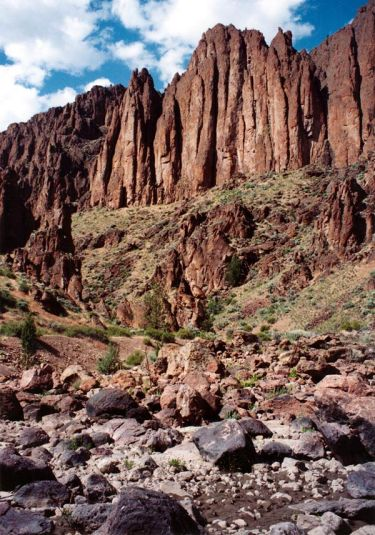
Cañón del río Owyhee.

Sigue aguas abajo entrando en el cañón Owyhee, un tramo que discurre entre la montaña Big Grassy, al oeste, y Whitehouse Butte, al este. Al final de este tramo, al salir del cañón, el valle («Happy Valley») se ensancha un poco, y el río pasa por una de las pocas localidades en su curso, la pequeña Rome. Recibe en este tramo a los arroyos Jordan (159 km) (por la derecha y desde el noreste) y Crooked (por la izquierda y desde el sur) y luego vira al Norte, entrando en otra garganta estrecha, profunda y zigzagueante. Al llegar cerca de Sacramento Buttle, recibe al arroyo Bull y la garganta vira un poco hacia el Noreste, un tramo en el que pronto alcanza la larga cola del embalse Owyhee. Sigue el río por el tramo represado, y unos 85 km aguas abajo llega a la presa Owyhee. Entra ya el río en su tramo final, de algo más de 30 km en los que finalmente surge de la meseta Owyhee y entra en la llanura del río Snake («Snake River»), en su extremo oriental. El río Owyhee aborda al río Snake por su izquierda, justo al inicio del tramo en el que el Snake formará durante un largo recorrido la frontera entre los estados de Oregón e Idaho, aproximadamente 8 km al sur de Nyssa (Oregón) y 3 km al sur de la desembocadura del río Boise, en la margen opuesta, en el río Snake.

### Áreas protegidas
El 19 de octubre de 1984, el Congreso de los Estados Unidos designó un tramo de 120 millas (193 km) del río que discurre por Oregón como «río salvaje y paisajístico nacional» («Owyhee Wild and Scenic River»), con la consideración de salvaje («Wild»). Parte de la denominación incluye la sección del río aguas abajo de la presa de Owyhee, donde el río fluye a través de una remota sección de un profundo cañón tallado rodeado por los bordes de altos cañones que son el hábitat del puma, lince rojo, ciervo mulo, borrego cimarrón de California, y una gran variedad de aves rapaces.
La Ley Omnibus de Gestión de Tierras Públicas de 2009 (Omnibus Public Land Management Act of 2009) designó 130 824 ha en y alrededor del río Owyhee en Idaho como área salvaje. La ley fue promulgada por el presidente Barack Obama el 30 de marzo de 2009. Las nuevas áreas silvestres son:
- North Fork Owyhee Wilderness: 17 569 ha
- Owyhee River Wilderness: 108 184 ha
- Pole Creek Wilderness: 5072 ha

### Modificaciones del curso
En el norte del Condado de Malheur, aproximadamente a unos 32 km aguas arriba de su desembocadura en el río Snake, el río Owyhee está embalsado por la presa Owyhee, que forma el serpenteante lago Owyhee, de aproximadamente 85 km de largo. La presa fue construida por la Oficina de Reclamación (U.S. Bureau of Reclamation), supervisada por Elwood Mead, principalmente para proporcionar riego a la agricultora de la patata alrededor de la región del Snake. El Parque Estatal del Lago Owyhee y el pintoresco cañón Leslie Gulch están a lo largo de la orilla oriental del embalse. La presa Owyhee fue construida en 1933 y su construcción eliminó los peces anádromos como el salmón de la cuenca del río Owyhee.

## Historia
La cuenca del río fue parte de la región habitada por los indios shoshone y Bannock.
El nombre del río proviene de la antigua pronunciación de «Hawái». Fue nombrado por tres tramperos de Hawái, empleados de la Compañía del Noroeste, que fueron enviados a explorar el río inexplorado. No regresaron al encuentro, cerca del río Boise y nunca más se supo de ellos. Debido a esto, el río y su región se llaman «Owyhee». Alrededor de un tercio de los hombres que acompañaron a Donald Mackenzie en las expediciones de 1819-1820 a la región del río Snake eran hawaianos, comúnmente llamados en esa época «Kanakas» o «Sandwich Islanders», siendo «Owyhee» durante un tiempo la ortografía en idioma hawaiano del nombre de las islas Hawái, una grafía que luego no fue más utilizada en inglés.
Los tres Kanakas se separaron para trampear en el río en 1819 y probablemente ese mismo año fueron asesinados por los indios, probablemente a manos de hombres pertenecientes a una banda de bannocks dirigidos por un jefe llamado «El Caballo» («The Horse»). Hasta la primavera o principios del verano de 1820 MacKenzie no se enteró de la noticia de su muerte y unos cazadores indios condujeron a otros tramperos al sitio, pero solo encontraron uno de los esqueletos.
Las primeras anotaciones que han sobrevivido con ese nombre se encuentran en un mapa que data de 1825, dibujado por William Kittson (que anteriormente había estado en la región con Mackenzie en 1819-20 y, a continuación, con Peter Skene Ogden en 1825), en el que señala «Owhyhee ríver» [sic]. Las entradas de 1826 del diario de Ogden, un cazador de pieles que lideró más tarde varias expediciones de la Compañía de la Bahía de Hudson a la región del Snake, se refieren al río principalmente como río Islas Sándwich («Sandwich Island River»), aunque también como río S.I («S.I. River») o río Owyhee («River Owyhee» y «Owyhee River»).

### Minería
El descubrimiento de oro y plata en la región en 1863 dio lugar a la llegada de un aluvión de mineros y al establecimiento de campamentos mineros, la mayoría de ellos desaparecidos hace mucho tiempo. El primer descubrimiento fue a lo largo del arroyo Jordan (Jordan Creek) y la actividad minera rápidamente se propagó a través de toda la cuenca del Owyhee. Los esfuerzos de la minería conllevaron más que operaciones de placer, con minas subterráneas y fábricas, lo que resultó en una prolongada historia de la minería en la región.
Esta invasión del territorio de los nativos americanos desencadenó la Guerra de las Serpientes de 1864-68.

### Muerte del hijo de Sacagawea
En 1866 el hijo de Sacagawea, Jean Baptiste Charbonneau, falleció cerca del valle Jordan después de un enfriamiento cruzando el río Owyhee en ruta de California por una nueva fiebre de oro en Montana (está última, curiosamente, a pocos kilómetros de donde había viajado como niño con su madre en compañía de William Clark). Después de casi un siglo de abandono, ahora su tumba está bien marcada, cerca de Danner y de la carretera 95.